# 莫斯科地铁
莫斯科地铁（羅馬化：Moskovsky metropoliten），全称为莫斯科列寧地铁，是世界上日均客流量最高的地下轨道系统之一。其中不少车站在建设的时候融入了卓越的设计风格以及大理石立柱的设计，使得莫斯科地铁的富丽堂皇的程度在世界上是首屈一指的，也影響了很多前蘇聯地區及社會主義國家的地鐵設計。
莫斯科地铁最早名为莫斯科拉扎尔·卡冈诺维奇地铁（Московский метрополитен имени Л. М. Кагановича），后在卡冈诺维奇失势后更名至今。历经了苏联以及后苏联时期的各种动荡，许多车站站名也已经不再是当初建成时候所命名的名字，而这些车站名字的变更可以窥见社会的變遷。
2015年5月15日，Google在俄羅斯及獨立國家國協版本的Google網站以首頁塗鴉紀念莫斯科地铁通車80周年。

## 基本介绍
莫斯科地铁的主要结构为中心向四周辐射状，其全长为466.8公里，拥有15条线路以及295个车站，其每个工作日大约能接待8-9百万人次。其所有的线路按照其开通顺序的先后获得1—15的编号，其中最重要的便是5号线——环线，它负责连接起其余绝大多数线路，其长度大约为20公里。
当地铁由周边向市中心驶去的时候，其报站音为男声，而当地铁开始驶出市中心通往郊区的时候，则为女声报站名，而在环线上，当顺时针行驶的时候，为男声报站，而逆时针的时候则为女声。
莫斯科地铁的大部分线路和车站都是在地下的，其中也有例外的，其中4号线途中的7个车站是建立在地上的，12号线除了与9号线交汇至與6號線交匯的車站外全都是架空车站。3号线以及7号线分别都有一站在设立在地上；另外，还有3条线路需要通过铁桥从而穿越莫斯科河，他们分别是1号线、2号线、4号线，其中最独特的要数1号线的麻雀山站，因为该站就设立在莫斯科河的正上方的卢日尼基铁路桥上。
莫斯科地鐵的平均站間距為1.7公里，較其他地鐵系統長，使得莫斯科地鐵擁有較高的平均旅速。

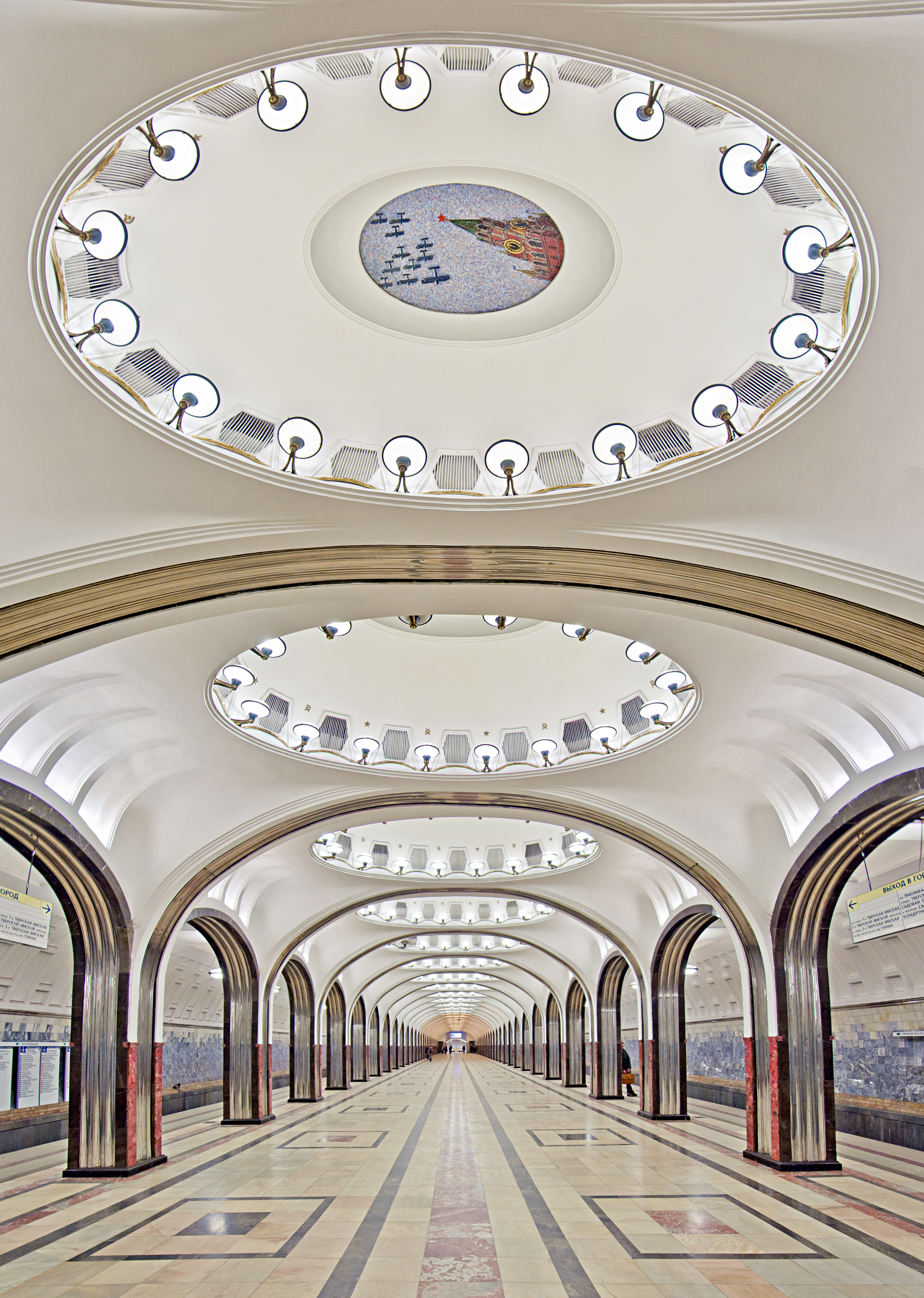
馬雅科夫斯基站
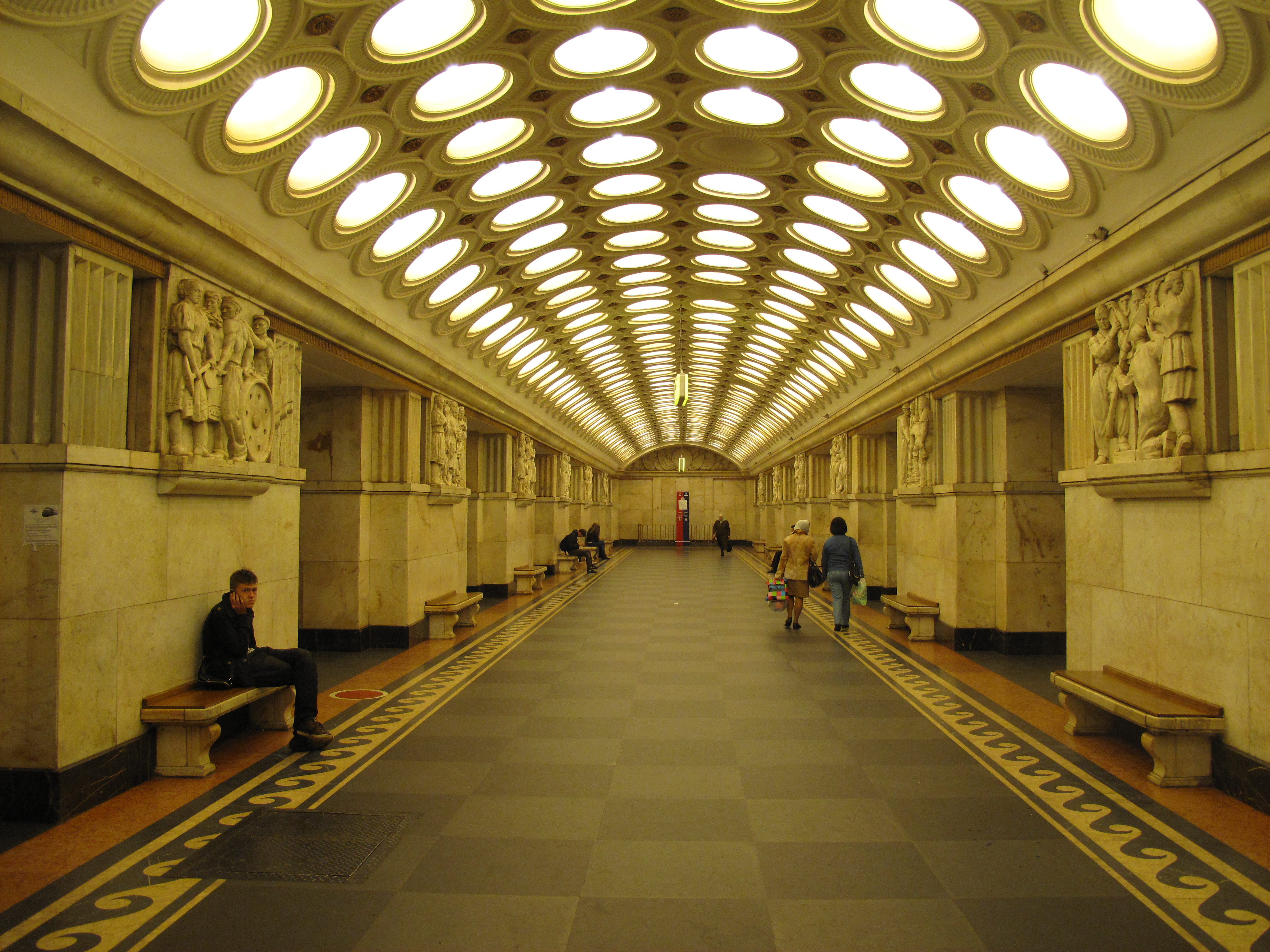
發電廠站
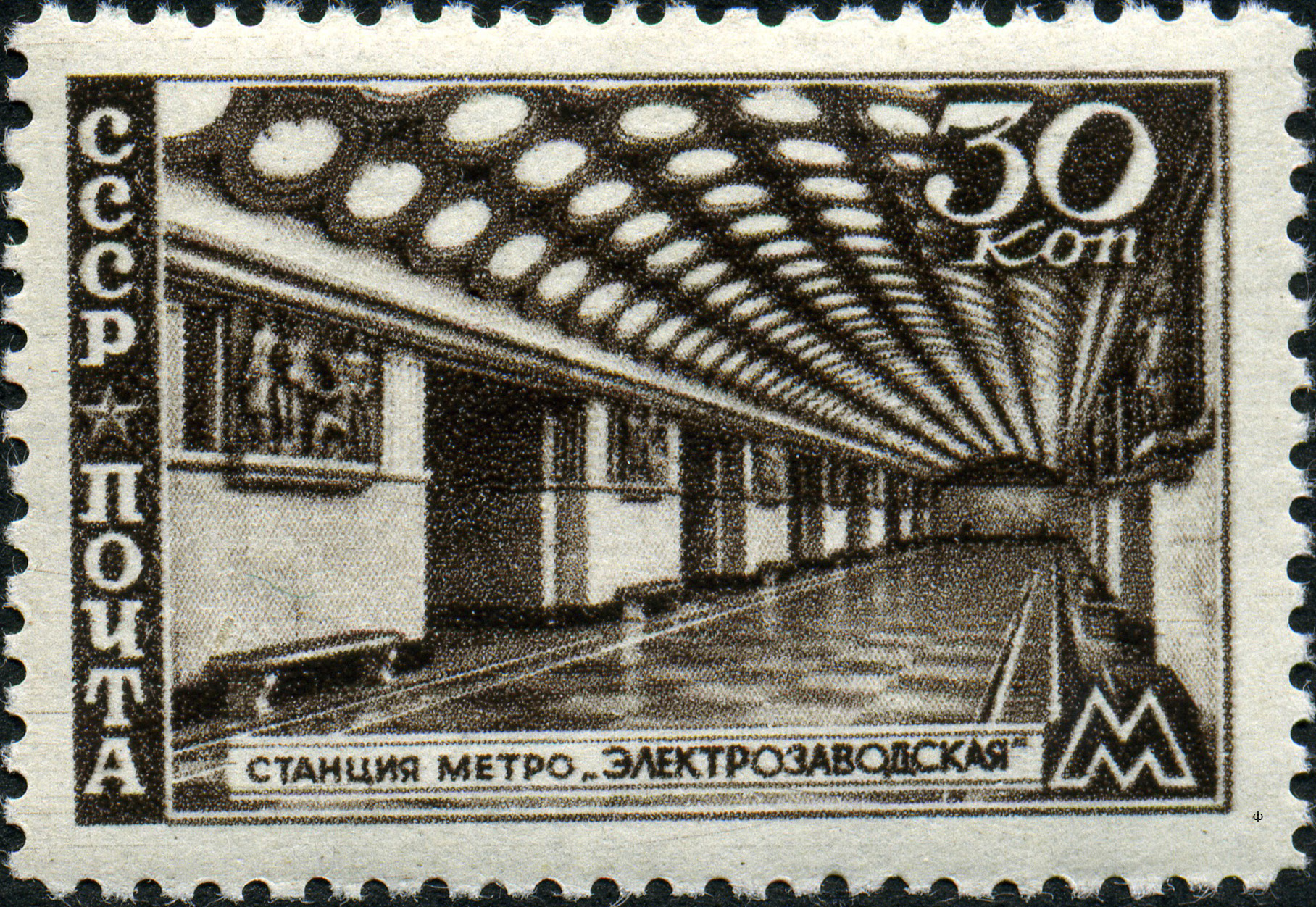
發電廠站1947年郵票
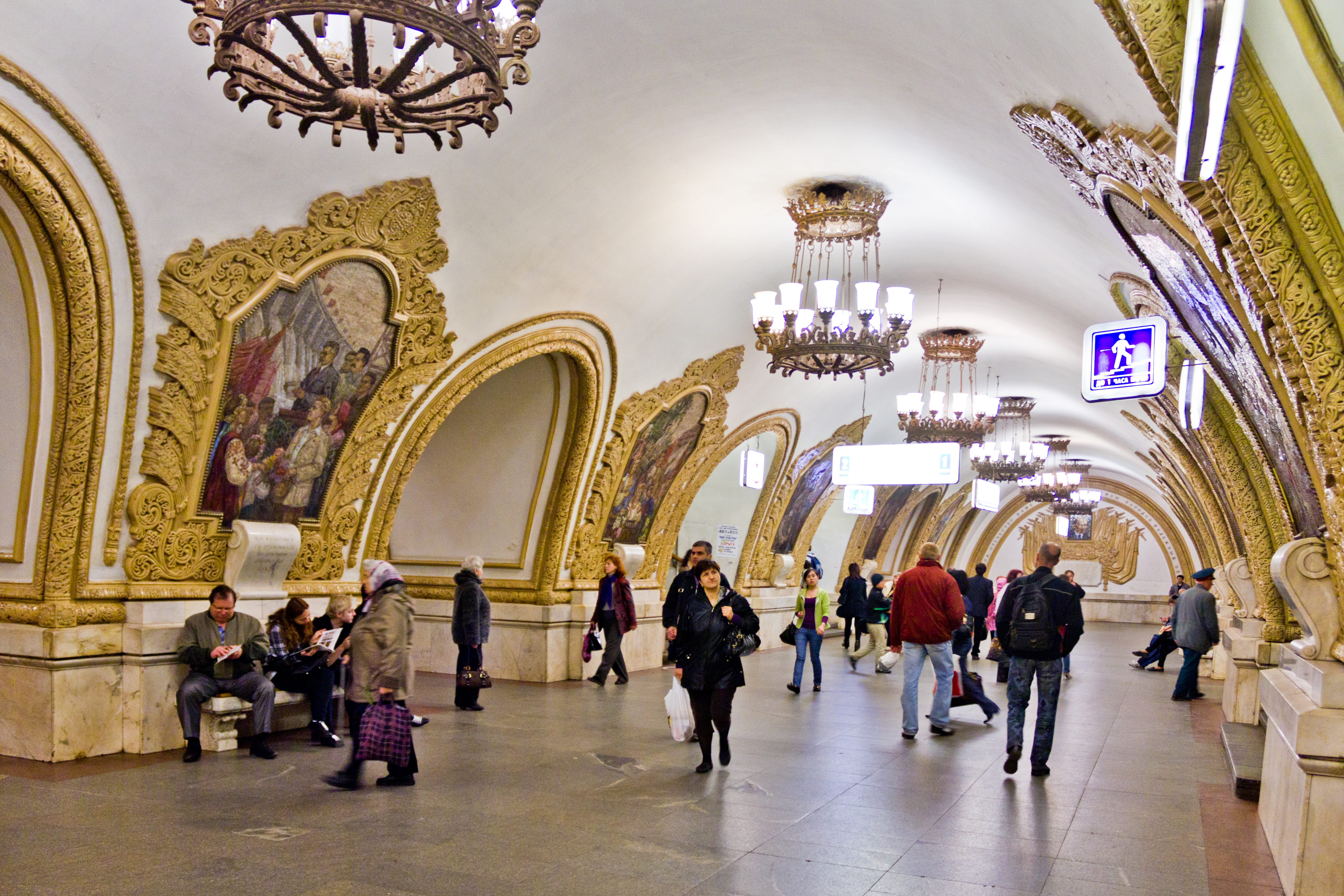
环线基辅火车站
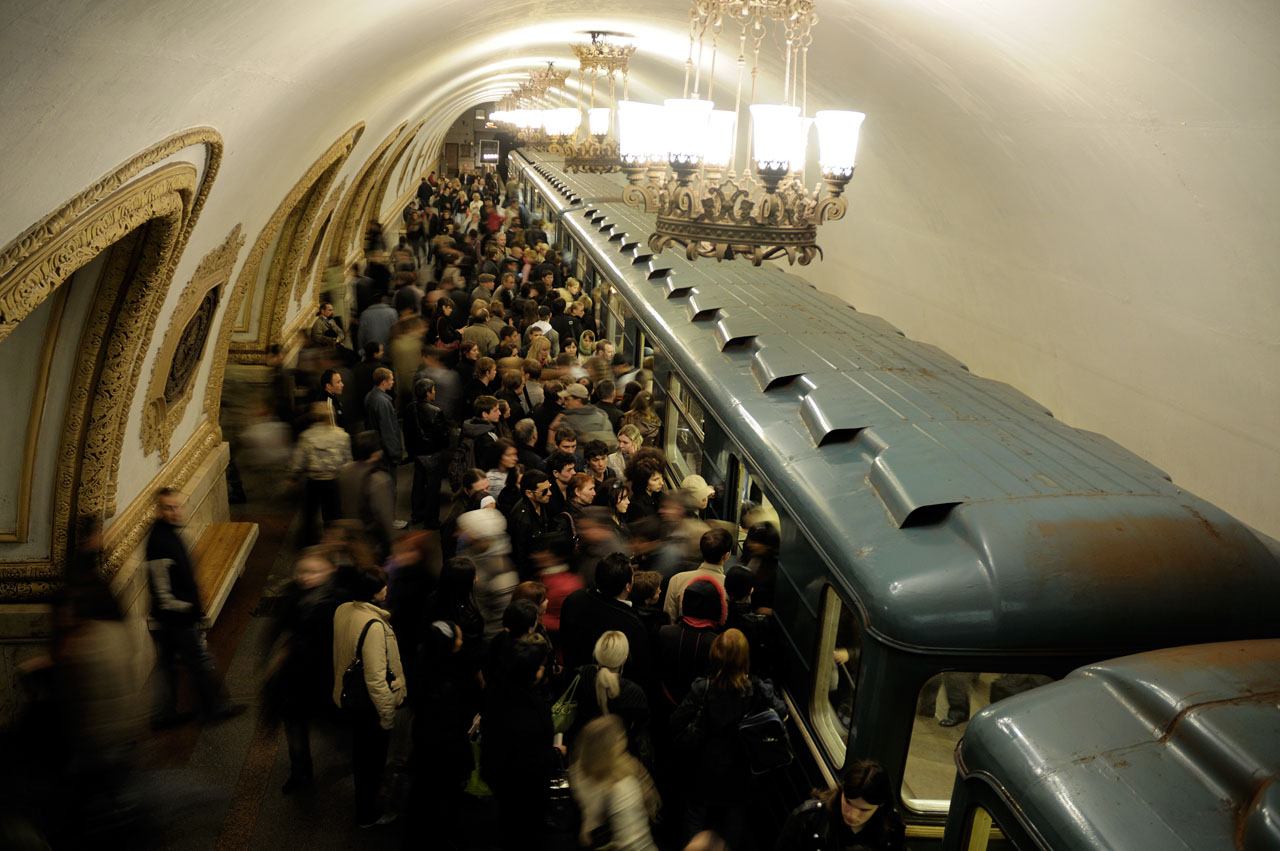
基辅火车站月台的吊燈
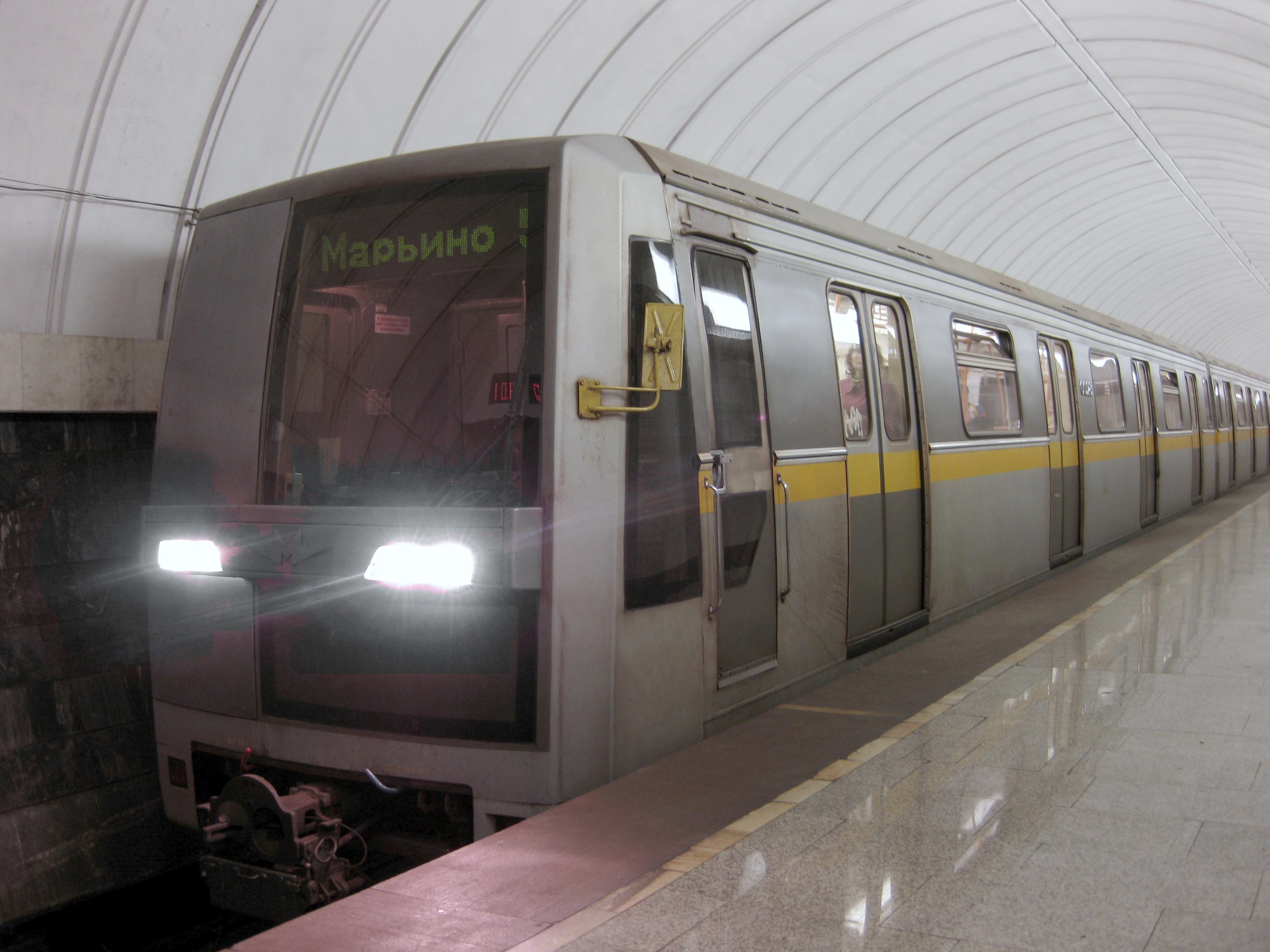
81-720/721“雅乌扎”型列車
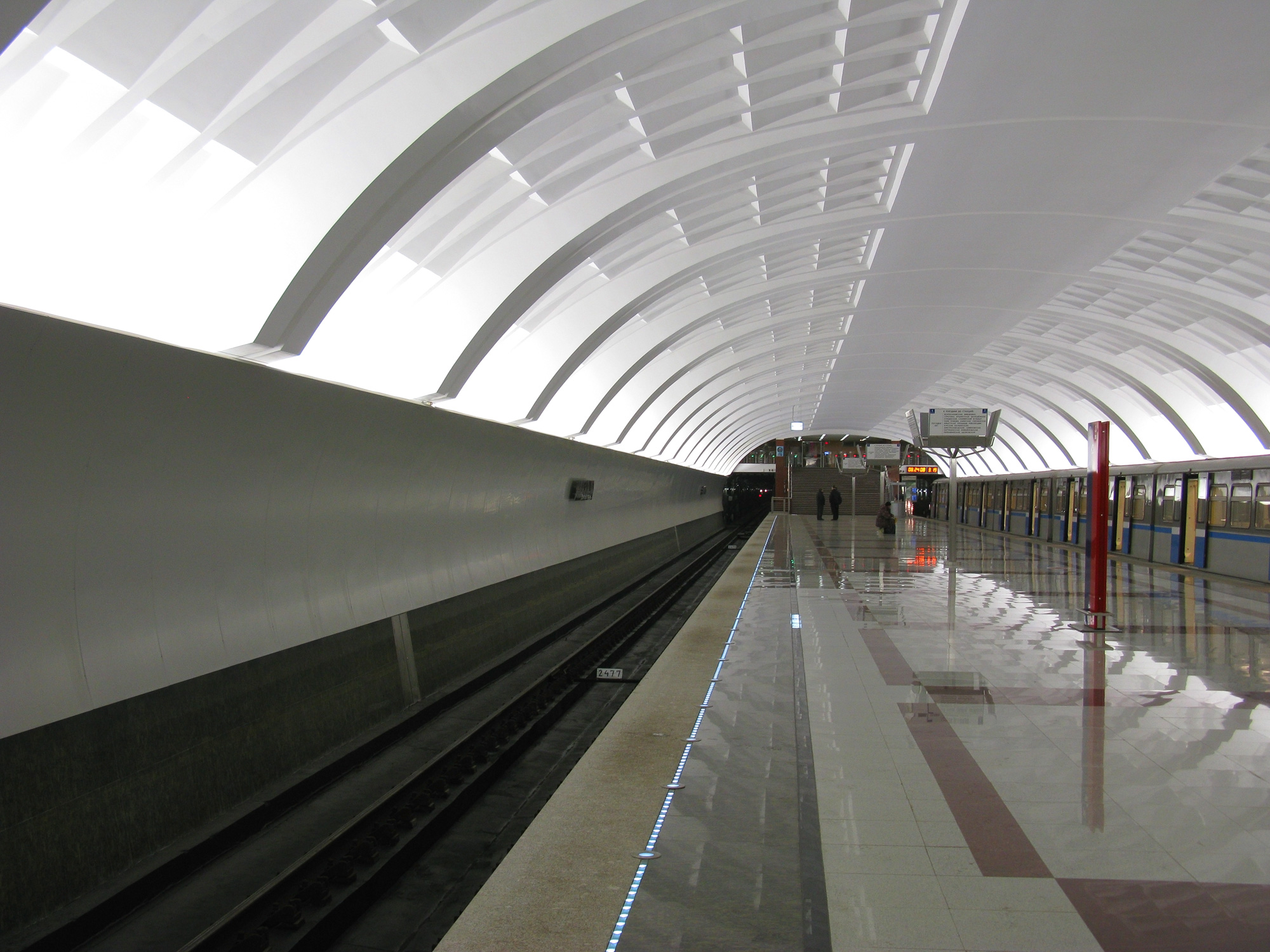
米金諾站
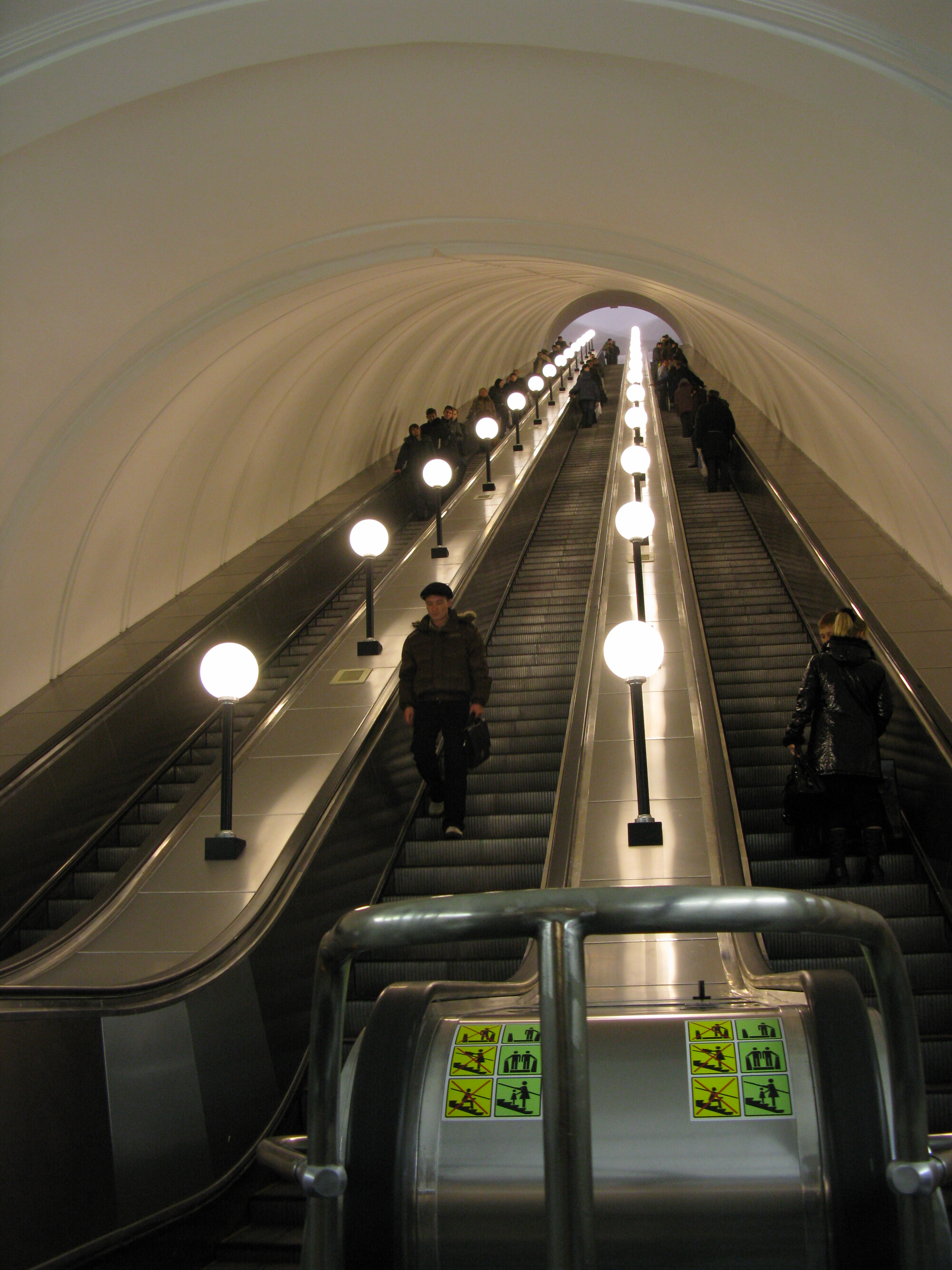
許多站都有的大型電扶梯
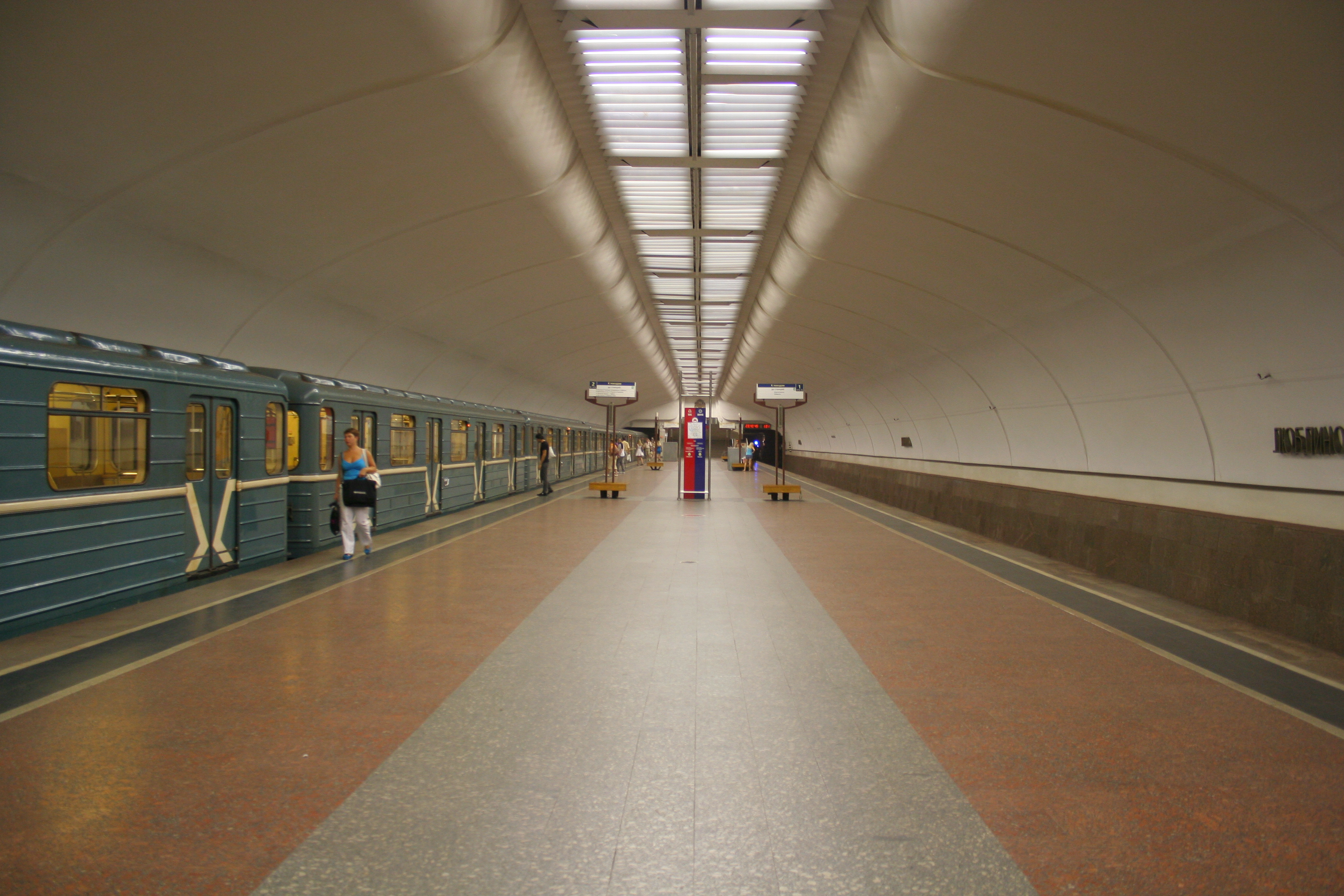
柳布林诺站
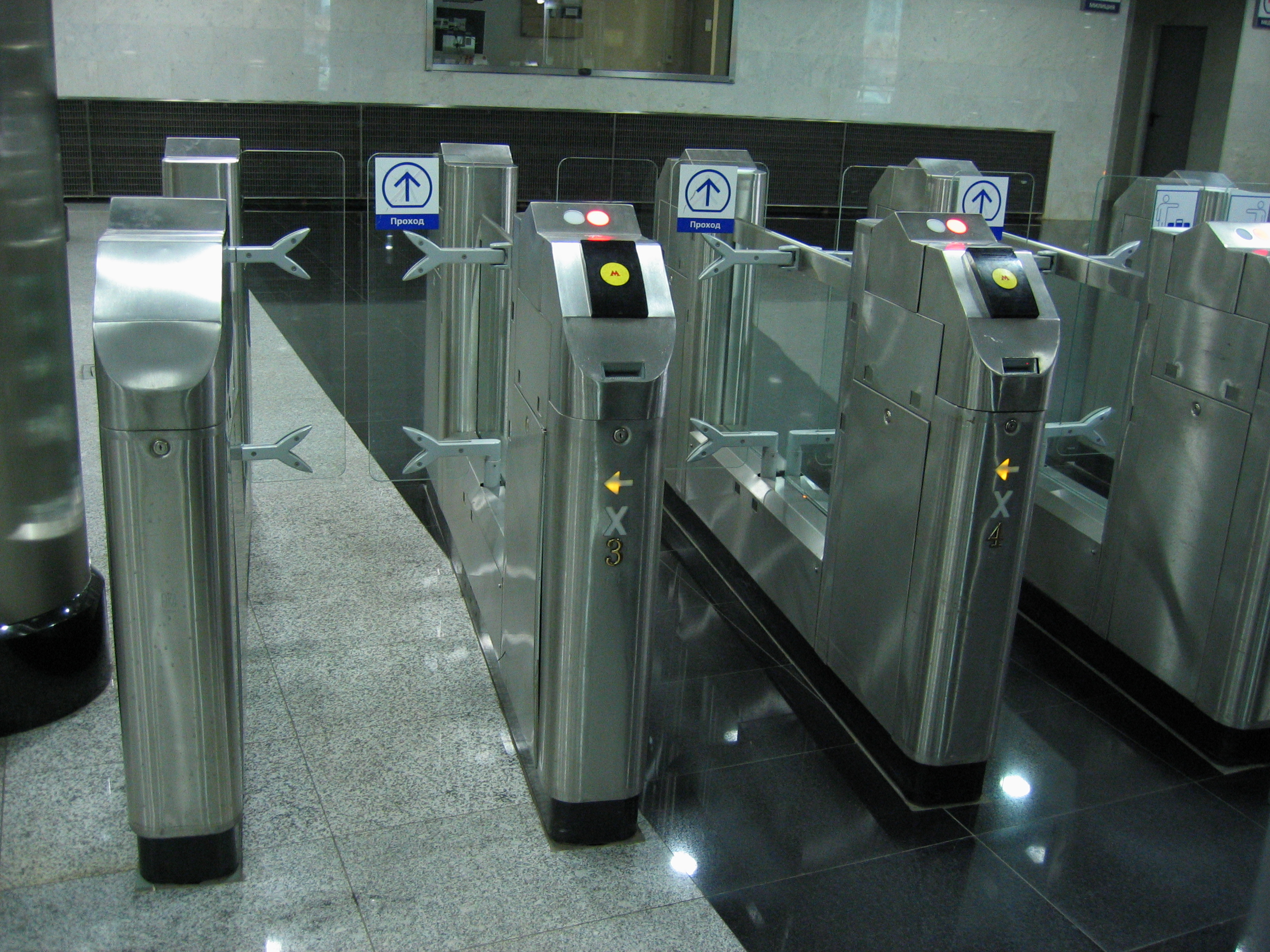
进站闸机

## 歷史

### 規劃與建設
莫斯科地鐵系統的第一個計劃可以追溯到俄羅斯帝國時代，但因第一次世界大戰、十月革命和俄羅斯內戰而推遲。1923 年，莫斯科市議會在莫斯科城市鐵路委員會之下成立了地下鐵路設計辦公室，進行了地鐵的初步研究，到1928年已經制定了從索科利尼基到市中心的第一條路線。
1931年6月，蘇聯共產黨中央委員會作出開工建設莫斯科地鐵的決定。1932年1月，第一條線路的規劃獲得批准，1933年3月 21日，蘇聯政府批准了10條線路的規劃，總線路長度為80公里。第一條線路是根據拉拉·莫·卡冈诺维奇為莫斯科設計的1930至50年代總體規劃建造的，因此直到1955年地鐵都以他的名字冠名。莫斯科地鐵也聘請英國伦敦地铁建築師查爾斯·霍爾登和交通管理員弗蘭克·皮克擔任莫斯科地鐵系統的顧問。地鐵由蘇聯工人負責建設，但主要的工程設計、路線和施工計劃由從倫敦地鐵招募的專家處理。英國人建議開挖隧道而不明挖回填，使用自動扶梯而不是升降機，以及機車車輛的路線和設計。但部分也有英國間諜以地鐵顧問方式混入蘇聯。

### 一至四期建設
一期建設的莫斯科地鐵的1號線--索科利尼基线，於1935年5月15日早上7點向公眾開放，長11公里，設13站，最高時速為60公里/小時，相較之下同時的紐約地鐵最高時速僅為45公里/小時，索科利尼基线最初帶有一條支線，該支線於1938年完工的二期建設中被拆分延長，即今日的3號線--阿尔巴特-波克罗夫卡线；同一年完工的還有新建的2號線--莫斯科河畔线。
第三階段的建設工作因第二次世界大戰期間被推遲，但沒有中斷，此時期建成2、3號線的延伸，分別於1943年和1944年落成，在該時期的車站建築設計中，戰爭主題取代了社會主義願景。另外1941年秋冬的莫斯科戰役期間，地鐵站被用作防空洞，蘇聯部長會議辦公室遷至馬雅科夫斯基站，斯大林曾多次在這裡發表公開演講。清塘也被關閉以作為防空總部。
1945年戰爭結束後，地鐵的第四階段開始施工，包括3號線的延伸，以及新建5號線--环状线。莫斯科地鐵的裝飾和設計特點被認為在此階段的車站中達到了頂峰，5號線作為莫斯科地鐵最重要的路線於1954年開通。
莫斯科地鐵在公共藝術中展示了社會主義寫實主義風格，對社會主義國家有著巨大的影響，地鐵的藝術家和建築師致力於體現光明、輝煌的感覺，憑藉反光的大理石牆、極高的天花板和宏偉的吊燈提醒地鐵旅客，他們的國家正走向“光輝的未來”上。同時莫斯科地鐵也具備防空功能。
莫斯科地鐵也受到史達林的兩次五年計畫支持，並反過來推動了蘇聯的社會主義建設，莫斯科地鐵滿足了湧入城市的農民通勤需求，支持了莫斯科搖搖欲墜的基礎設施及其公共服務，並且服務迄今。莫斯科地鐵也反映蘇聯共產黨的動員力量，黨對國家的使它更能夠集中資源。最著名例子便是第二次世界大戰期間，該國仍然動員，以前所未有的速度完成莫斯科地鐵。動員的動機除了基礎建設需求，還包括超越西方並證明社會主義可以勝過資本主義。社會主義於1930年代在工業、技術上取得的成功對蘇聯尤為重要，因為同一時期資本主義在大蕭條之下處於低潮，凸顯社會主義的優勢。

### 冷戰時期
冷戰的開始導致了3號線西段的淺埋路段因為不具防空功能在1953年關閉，並興建開通平行的深埋路線，這條線上的車站被規劃為核戰爭時的避難所。1950年代後期赫魯曉夫上台後，其果斷地拒絕了新地鐵站採用奢華建築風格，轉為其偏愛的功利性“極簡主義”式設計，有些地鐵站的裝飾幾乎完成了，最終也被迫簡化。
1958年從環狀線和平大道站向北開通6號線北段里加線。同時赫魯曉夫在參觀過美國建在地上的捷運站後受到啟發，為了節省地鐵建築費用而仿效其做法，於1958年將被關閉的3號線西段重啟，並於1958~1965年興建地面延伸線，獨立為4號線菲利线。1962年又從環狀線十月站向南開通6號線南段卡盧加線，並在1971年與里加線正式相連，貫通南北成為卡盧加-里加線。
7號線的發展過程也與6號線相似，1966年先在環狀線東南的塔甘卡站向圈外連接到東區的日丹諾夫站，稱為「日丹諾夫線」，1970年末日丹諾夫線進入環狀線圈內到達基塔城站與6號線構成跨月台轉車站。1972年在環狀線西北的紅普列斯尼亞站為起點建築了路障站至圈外的十月平原站的7號線西北段，1975年末7號線兩段終於合併為「日丹諾夫－紅普列斯尼亞線」，之後1990年改名為塔甘卡-红普列斯尼亚线。

### 蘇聯晚期
8號線最初建於與環狀線的塔甘卡站交匯的馬克思主義者站，並連接到東區的佩羅沃站為1980年莫斯科奧運會提供地鐵接駁服務。1986年8號線伸延進環線圈內抵達特列季亞科夫站與6號線交匯。8號線的名稱「加里寧線」源於通車時經過以米哈伊爾·加里寧命名的加里寧區，這個分區在1990年代已經被取消，但8號線依然以加里寧命名，成為莫斯科地鐵中唯一一條還是以蘇聯政治人物命名的線路。
9號線--谢尔普霍夫-季米里亚泽夫线為南北直徑線，1970年代開始建設，同樣從與環狀線相交的車站開始建設，1983年南段開通，1985年南延至布拉格站，南延同一天捷克斯洛伐克的布拉格地铁開通莫斯科站（現改名天使站），以見證蘇聯與捷克斯洛伐克的友誼。1980年代中期9號線開始向北延伸，1988年穿過環狀線圈抵達薩維奧洛沃站，蘇聯解體前的1991年延伸至愉悅站。

### 蘇聯解體後
10號線柳布林诺-德米特罗夫线於1995年開通，計畫早在蘇聯時期便提出，因為莫斯科地鐵環狀線設計，導致乘客大量匯集於環狀線換乘站，為此10號線設計為各條放射線提供環狀線圈外換乘點。苏联解体前後的金融危機困擾10號線的建設，1995年10號線首段通車，然而由於俄罗斯私有化導致的財政動盪，進一步延伸被推遲，直到2005年通往市中心的第二階段才恢復建設，2007年開通至引水管站，並在斯利堅斯克林蔭路站與1、6號線換乘。
12號線布托沃线於2003年開通，計畫在蘇聯時期提出，為莫斯科南部新住宅區提供交通連接，但是1990年代的經濟不佳導致莫斯科無力負擔地鐵的財政能力，12號線成為較便宜的地面軌道交通的實驗，屬於中型鐵路系統。12號線實際上作為6、9號線的南延，最初計劃是為了節省成本，然而事實證明它比傳統的地鐵線路更昂貴，較短的列車和較長的班距導致乘客不滿，高架橋對景觀的破壞，以及噪音也造成居民不滿。
2004年13號線莫斯科單軌鐵路開通，事實上單軌在莫斯科早於1960年代就提出，但被認為無法負擔莫斯科的交通量而放棄。單軌在1990年代重新提出，但不是為了解決交通問題，而是做為觀光項目，直到2008年莫斯科單軌鐵路才成為交通路線，但是2017年莫斯科單軌鐵路又轉為觀光項目，主因是2016年14號線莫斯科中央環線，以及10號線北延開通，單軌鐵路失去通勤客源。
由於莫斯科國際商業中心的發展需要地鐵系統的接駁，2005年由4號線基輔站作為分支點向西北設立商業中心站（後改名會展站）的支線，2006年再伸延到國際站。8A線松采沃线原本計劃為像12號線一樣的中運量線，但官方在2010年起宣傳這段鐵路將會成為8號線西端延線的一部分以服務莫斯科首都西南的松采沃区及可能伸延到伏努科沃機場，2012年8A線動工，2014年8A線首段開通，但僅有2站，隨後2017年、2018年進行延伸。

### 新環線
14號線莫斯科中央環線開通，該線前身為1902~1908年間建設的莫斯科小環市鐵路，自1934年以來小環市鐵路不再提供客運服務，但是隨著莫斯科都會區擴張，私人交通工具，導致道路嚴重擁堵，有必要在莫斯科郊區興建一條環線聯絡莫斯科郊區的地鐵，小環市鐵路的現有資源成為便捷地完成該目標的方式，2011年市政府批准將小環市鐵路納入莫斯科公共交通系統，經過電氣化等線路、車輛優化後於2016年9月10日開通，莫斯科中央環線由俄罗斯铁路營運，31個車站中17個是換乘站，減輕環狀線的負荷15%，乘客可以在90分鐘內免費換乘中央環線與其他地鐵線路。
11號線大環線為莫斯科南部計畫的環線，大環線最初的路段為1969年開通的卡霍夫卡线，原本屬於2號線1969年開通的延伸段，但是由於1984年建成的卡希拉站至奥列霍沃站2號線支線沿線發展急速，卡霍夫卡线路段關閉。1971年莫斯科設想建設地鐵二環線，便將卡霍夫卡线路段納入，2011年大環線西北段動工，但關於該線究竟應設計為環線還是半環線仍存在爭議，直到2014年第三條環線計畫終於確定建設為完整環線。
大環線東段一部分以15號線--內克拉索夫卡線名義於2020年開通，15號線作為莫斯科東南的路線於2012年獲批，2013年動工，2019年首段通車，2020年第二階段通車，其中包括大環線的4座車站。2021年12月7日大環線南段開通，並併入卡霍夫卡线。2022年底莫斯科宣布大環線剩餘段完工，但由於西方制裁導致工程設備供應出現問題，無法在年底前完成車站和隧道的所有必要設備，導致大環線延至2023年3月1日開通，使得2022年成為近20年來，莫斯科第一次在一年內沒有任何一個地鐵站開通，上一次發生這種情況是在2004年。

## 路線

### 營運路線
|              |                           |          |          |              |           |      |
| 线路号       | 中文线名                  | 俄文线名 | 开通年份 | 最后扩建年份 | 全长 (km) | 站数 |
| 红色1号线    | 索科利尼基线              |          | 1935     | 2024         | 44.1      | 26   |
| 绿色2号线    | 莫斯科河畔线              |          | 1938     | 2018         | 42.8      | 24   |
| 蓝色3号线    | 阿尔巴特-波克罗夫卡线     |          | 1938     | 2009         | 45.1      | 22   |
| 天蓝色4号线  | 菲利线                    |          | 1958     | 2006         | 14.9      | 13   |
| 啡色5号线    | 环状线                    |          | 1950     | 1954         | 19.3      | 12   |
| 橙色6号线    | 卡卢加-里加线             |          | 1958     | 1990         | 37.8      | 24   |
| 紫红色7号线  | 塔甘卡-红普列斯尼亚线     |          | 1966     | 2015         | 42.2      | 23   |
| 黄色8号线    | 加里宁线                  |          | 1979     | 2012         | 16.3      | 8    |
| 黄色8A号线   | 松采沃线                  |          | 2014     | 2023         | 30.9      | 14   |
| 灰色9号线    | 谢尔普霍夫-季米里亚泽夫线 |          | 1983     | 2002         | 41.2      | 25   |
| 黄绿色10号线 | 柳布林诺-德米特罗夫线     |          | 1995     | 2023         | 43.9      | 26   |
| 青绿色11号线 | 大環線                    |          | 2018     | 2023         | 57.5      | 29   |
| 灰蓝色12号线 | 布托沃线                  |          | 2003     | 2014         | 10.0      | 7    |
| 14号线       | 莫斯科中央环线            |          | 1908     | 2016         | 54.0      | 31   |
| 桃紅色15号线 | 內克拉索夫卡线            |          | 2019     | 2020         | 16.7      | 8    |
| 桃紅色16号线 | 特罗伊茨克线              |          | 2024     | 2024         | 8.3       | 7    |

備註
1. ↑  虽然4號线开通于1958年，但其中部分车站本屬於3號線于1935年就已开始运作。
2. ↑  8號加里寧線與8A松采沃线使用同一顏色但暫時互不相通，計劃未來興建中間連接段讓兩段合併為一條連貫的加里宁-松采沃线。

兩個納入莫斯科地鐵路網的通勤鐵路路網：
- 莫斯科中央环线是以原本莫斯科铁路小环线改建而成的通勤铁路，由莫斯科地铁与俄罗斯铁路共同运营。
- 有关莫斯科5条直径线的详细信息请见维基百科主条目莫斯科中央直径线。莫斯科中央直徑線是五條「捷運化」的通勤鐵路，仿效法國的 RER 和德國的 S-Bahn 而改建。[17]

### 廢除路線
| 线路号 | 中文线名   | 俄文线名 | 开通年份 | 最后扩建年份 | 废除年份 | 全长 (km) | 站数 |
| ------ | ---------- | -------- | -------- | ------------ | -------- | --------- | ---- |
| 13号线 | 莫斯科单轨 |          | 2004     | 2004         | 2025     | 4.7       | 6    |

### 未來計畫
莫斯科地鐵的未來計畫包括：
- 8號線與8A線東西貫通，原定2023年完成，已確定延期，待大環線項目完成後考慮施作。[18]
- 10號線計畫在科茹霍夫站與印刷工站之間新增一站。
- 1號線計畫南延至蒲寧路站，與12號線換乘。

## 車輛
莫斯科地鐵所有車輛均由俄羅斯的地鐵車輛機械製造廠 (OAO)製造。

### 試作車及退役車
| 型號                        | 外觀 | 製造年              | 運用年    | 車輛數 | 載客量                       | 説明 |
| --------------------------- | ---- | ------------------- | --------- | ------ | ---------------------------- | --- |
| A                           |      | 1934—1937           | 1935—1975 | 111    | 262                          | 動車與拖車2輛一組。退役後1001號車更改軌距送予巴庫地鐵，21、1031號作為軌道檢查車使用至1999年。                                      |
| B                           |      | 1937—1939           | 1937—1975 | 162    | 262                          | A型的改良型。 |
| V-1, V-4 4門                |      | 1926—1927           | 1947—1968 | 4      |                              | 作為戰利品、賠償從柏林運回，原柏林地鐵C型車。V-2、V-3為動力車，V-1為拖車，但部分V1加裝動力成為V-4型。 V-2和V-3不編於同一列車使用。 |
| V-1, V-4 3門                |      | 1926—1927           | 1947—1968 | 20     |                              | 作為戰利品、賠償從柏林運回，原柏林地鐵C型車。V-2、V-3為動力車，V-1為拖車，但部分V1加裝動力成為V-4型。 V-2和V-3不編於同一列車使用。 |
| V-2                         |      | 1929—1930           | 1947—1965 | 69     |                              | 作為戰利品、賠償從柏林運回，原柏林地鐵C型車。V-2、V-3為動力車，V-1為拖車，但部分V1加裝動力成為V-4型。 V-2和V-3不編於同一列車使用。 |
| V-3                         |      | 1929—1930           | 1947—1958 | 27     |                              | 作為戰利品、賠償從柏林運回，原柏林地鐵C型車。V-2、V-3為動力車，V-1為拖車，但部分V1加裝動力成為V-4型。 V-2和V-3不編於同一列車使用。 |
| G (81-701)                  |      | 1939—1940 1947—1955 | 1941—1983 | 385    | 264                          | 該型以降所有車廂都設計為動力車，車体較B型更輕量化。G型為第一批採用藍色塗裝的車廂，後來成為莫斯科地鐵車輛的統一顏色。               |
| D (81-702) M5, UM5 (81-700) |      | 1949—1963           | 1956—1996 | 489    | 264                          | G型改良型，車体更輕量化、座席配置變更。1949年製造最初的6輛以M5 (UM5) 的型號登場，之後編入D型。部分車輛轉予下諾夫哥羅德地鐵使用。   |
| E (81-703)                  |      | 1959—1969           | 1960—2008 | 596    | 264                          | E型及衍生型可混成編成。1979年時進行翻新。                                                                                          |
| Em-508/Em-509 (81-508/509)  |      | 1970—1973           | 1970—2010 | 233    | 264                          | E型及衍生型可混成編成。1979年時進行翻新。                                                                                          |
| Ezh (81-707) Ezh-1 (81-708) |      | 1970—1973           | 1970—2010 | 315    | 264                          | E型及衍生型可混成編成。1979年時進行翻新。                                                                                          |
| I-1 (81-715.1/716.1)        |      | 1974                | —         | 3      | 頭車：324/ 中間車：353       | 鋁合金車体的試作車。 |
| I-2 (81-715.2/716.2)        |      | 1980—1981           | —         | 7      | 頭車：324/ 中間車：353       | 鋁合金車体的試作車。 |
| I-3 (81-715.3/716.3)        |      | 1985                | —         | 8      | 頭車：324/ 中間車：353       | 鋁合金車体的試作車。 |
| 81-720.1/721.1              |      | 1990                | —         | 1      |                              | 81-550/551/552的試作型。 |
| 81-720/721 "亞烏扎"         |      | 1991—2002           | 1998—2019 | 60     | 頭車：320/ 中間車：350       | 81-720為頭車、721為中間車。基於試作車I型進行改良，採不鏽鋼車身。                                                                   |
| 81-720A/721A "亞烏扎"       |      | 2000                | —         | 3      | 頭車：320/ 中間車：350       | 81-720為頭車、721為中間車。基於試作車I型進行改良，採不鏽鋼車身。                                                                   |
| 81-720.1/721.1 "亞烏扎"     |      | 2004                | 2005—2019 | 28     | 頭車：320/ 中間車：350       | 81-720為頭車、721為中間車。基於試作車I型進行改良，採不鏽鋼車身。                                                                   |
| E型                         |      | 1973—1979           | 1973—2024 | 824    |                              | Ezh/Em型改良版。Ezh-3作為頭車、中間車使用；Em-508T型、Ezh-6型為中間車。車廂照明由白熾燈泡改為螢光燈管。                            |
| 81-717/714型                |      | 1976—1988           | 1078-2024 | 1469   | 81-717：309人/ 81-714：330人 | |

### 現役車輛
| 系列                          | 型號                              | 外觀 | 製造年           | 運用年 | 運用路線 | 車輛數 | 載客量                             | 説明 |
| ----------------------------- | --------------------------------- | ---- | ---------------- | ------ | -------- | ------ | ---------------------------------- | --- |
| 81-717/714型                  | 81-717.5/714.5                    |      | 1987—1995        | 1987   |          | 751    | 81-717：309人/ 81-714：330人       | 81-717作為頭車；81-714為中間車。5/5М的不同之處在於使用了更現代的電氣設備。5A為仿A型的內裝復原車。                                                               |
| 81-717/714型                  | 81-717.5M/714.5M                  |      | 1993—2010        | 1993-  |          | 1100   | 81-717：309人/ 81-714：330人       | 81-717作為頭車；81-714為中間車。5/5М的不同之處在於使用了更現代的電氣設備。5A為仿A型的內裝復原車。                                                               |
| 81-717/714型                  | 81-717.5A/714.5A                  |      | 2010             | 2010-  |          | 7      | 81-717：309人/ 81-714：330人       | 81-717作為頭車；81-714為中間車。5/5М的不同之處在於使用了更現代的電氣設備。5A為仿A型的內裝復原車。                                                               |
| 81-717/714型                  | 81-717.6/714.6                    |      | 2007, 2009, 2011 | 2009-  |          | 96     | 81-717：309人/ 81-714：330人       | 81-717/714的衍生型。最初由81-717.5M/714.5M型改良的8輛.6K型已除役。                                                                                              |
| 81-740/741型 "俄羅斯"         | 81-740/741                        |      | 2002—2004        | 2003-  |          | 43     | 81-740：344人/ 81-714：370人       | 81-740作為頭車；81-741為中間車。最初規劃為小截面輕型12號線使用，但之後改為與常規地鐵相同的規格。 衍生型號.1在設備上與基本型號不同，.4增加車廂門數，並配備空調。 |
| 81-740/741型 "俄羅斯"         | 81-740.1/741.1                    |      | 2004—2009        | 2005-  |          | 380    | 81-740：344人/ 81-714：370人       | 81-740作為頭車；81-741為中間車。最初規劃為小截面輕型12號線使用，但之後改為與常規地鐵相同的規格。 衍生型號.1在設備上與基本型號不同，.4增加車廂門數，並配備空調。 |
| 81-740/741型 "俄羅斯"         | 81-740.4/741.4                    |      | 2008—2013        | 2009-  |          | 310    | 81-740.4：353人/ 81-714.4：382人   | 81-740作為頭車；81-741為中間車。最初規劃為小截面輕型12號線使用，但之後改為與常規地鐵相同的規格。 衍生型號.1在設備上與基本型號不同，.4增加車廂門數，並配備空調。 |
| 81-760/761型 "奧卡"           | 81-760/761                        |      | 2010—2016        | 2012-  |          | 1296   | 81-760：307人/ 81-761、763A：340人 | 81-760作為頭車；81-761為中間車，衍生型的763A為無動力中間拖車。配備空調，衍生A型的車廂間貫通。                                                                   |
| 81-760/761型 "奧卡"           | 81-760A/761A/763A                 |      | 2014—2016        | 2015-  |          | 24     | 81-760：307人/ 81-761、763A：340人 | 81-760作為頭車；81-761為中間車，衍生型的763A為無動力中間拖車。配備空調，衍生A型的車廂間貫通。                                                                   |
| 81-765/766/767型 "莫斯科"     | 81-765/766/767                    |      | 2016-            | 2017-  |          | 688    | 81-765：315人/ 81-766、767：329人  | 基於81-760/761的改良版。配備空調，車廂間貫通。81-765作為頭車；81-766為中間車，81-767為無動力中間拖車。                                                          |
| 81-765/766/767型 "莫斯科"     | 81-765.2/766.2/767.2              |      | 2018             | 2018-  |          | 162    | 81-765：315人/ 81-766、767：329人  | 基於81-760/761的改良版。配備空調，車廂間貫通。81-765作為頭車；81-766為中間車，81-767為無動力中間拖車。                                                          |
| 81-765/766/767型 "莫斯科"     | 81-765.3/766.3/767.3              |      | 2018-            | 2018-  |          | 72     | 81-765：315人/ 81-766、767：329人  | 基於81-760/761的改良版。配備空調，車廂間貫通。81-765作為頭車；81-766為中間車，81-767為無動力中間拖車。                                                          |
| 81-765/766/767型 "莫斯科"     | 81-765.4/766.4/767.4              |      | 2019-            | 2019-  |          | 360    | 81-765：315人/ 81-766、767：329人  | 基於81-760/761的改良版。配備空調，車廂間貫通。81-765作為頭車；81-766為中間車，81-767為無動力中間拖車。                                                          |
| 81-775/776/777型“莫斯科-2020” | 81-775/776/777 “莫斯科-2020”      |      | 2020-2023        | 2020-  |          | 1304   |                                    | 81-775作為頭車；81-776為中間車，81-777為無動力中間拖車。 |
| 81-775/776/777型“莫斯科-2020” | 81-775.2/776.2/777.2“莫斯科-2024” |      | 2023-            | 2024-  |          | 192    |                                    | 基於81-775的改良版。 |

## 營運資訊
莫斯科地鐵於每日5：25開放，於隔日1：00關閉，各站具體開放時間因首班車到站而異，但各站固定於1：00同時關閉出入口進行檢修。在早晚高峰時段的最短班距為90秒。自2014年12月2日以來莫斯科地鐵所有線路均提供免費Wi-Fi 。

### 票務
莫斯科市的和其他大多数城市不一样，采取进站收费，一票通全程，不計里程，换乘线路不另补票。1998年新的盧布發行時其费用为单程2卢布，由於盧布的通膨嚴重，2024年單程票已漲至70盧布，5次、10次、20次以及60次的地铁票则在价格上有少许优惠。同时莫斯科所有的公共交通都实行着月票的制度，即购买月票后便可不限次数在当月内随意乘坐该交通工具，地铁和地面交通的月票是分别购买且不通用的，如果想要购买通用的月票则需要付出更多的金钱。而专门的地铁月票也分为成人和学生月票两种。其他特殊情况诸如一定岁数以上的老人以及军人则可以凭证件免费乘坐莫斯科的任意公共交通工具。随着莫斯科物价的增长，如今几乎每年乘坐地铁的费用都有所上涨。2013年4月2日莫斯科推出非接觸智能交通卡「三套車」（Тройка），使用儲值車票可以獲得票價優惠，同時提供90分鐘的「1程地鐵加無限次換乘巴士、有軌電車或無軌電車」優惠。
| 票種                                                   | 卢布（對比單程優惠）                         | 有效時間、備註                                                 | 有效時間、備註                               | 圖像                                         |
| ：1程地鐵與/或單軌、巴士、無軌電車或有軌電車           | ：1程地鐵與/或單軌、巴士、無軌電車或有軌電車 | ：1程地鐵與/或單軌、巴士、無軌電車或有軌電車                   | ：1程地鐵與/或單軌、巴士、無軌電車或有軌電車 | ：1程地鐵與/或單軌、巴士、無軌電車或有軌電車 |
| ------------------------------------------------------ | -------------------------------------------- | -------------------------------------------------------------- | -------------------------------------------- | -------------------------------------------- |
| 單程                                                   | 62                                           | 5日內有效                                                      | 5日內有效                                    |                                              |
| 雙程                                                   | 124（0）                                     | 5日內有效                                                      | 5日內有效                                    |                                              |
| 60程                                                   | 2730（990)                                   | 45日內有效                                                     | 45日內有效                                   |                                              |
| 1日任搭                                                | 285                                          | 時效由拍卡入閘起計，但10日內須啟用，否則失效                   | 需另加50盧布按金                             |                                              |
| 3日任搭                                                | 540                                          | 時效由拍卡入閘起計，但10日內須啟用，否則失效                   | 需另加50盧布按金                             |                                              |
| 30日任搭                                               | 2540                                         | 時效由拍卡入閘起計，但10日內須啟用，否則第11日自動啟用         | 需另加50盧布按金                             |                                              |
| 90日任搭                                               | 6150                                         | 時效由拍卡入閘起計，但10日內須啟用，否則第11日自動啟用         | 需另加50盧布按金                             |                                              |
| 365日任搭                                              | 19500                                        | 時效由拍卡入閘起計，但10日內須啟用，否則第11日自動啟用         | 需另加50盧布按金                             |                                              |
| ：三套車可充值儲值票優惠（同一張票已包含全部收費模式） |                                              |                                                                |                                              |                                              |
| 1程地鐵與/或單軌                                       | 50（12）                                     |                                                                | 需另加50盧布按金                             |                                              |
| 90分鐘                                                 | 75                                           | 1程地鐵與/或單軌加無限次巴士或無軌/有軌電車換乘 、搭乘次序隨意 | 需另加50盧布按金                             |                                              |

- 90分鐘內乘搭了兩趟地鐵（出閘後再入閘）算作兩程地鐵單程。
- 只要在90分鐘內以交通卡從最接近的6號線（國家經濟成就展）和9號線（季米利亞澤夫）車站換乘單軌（展覽中心/季米利亞澤夫）就不會額外扣除車資而只當一程。
- 只要在90分鐘內從莫斯科地鐵其他路線換乘莫斯科中央环线與莫斯科中央直径线就不會額外扣除車資而只當一程。
- 90分鐘換乘優惠不適用於其他俄羅斯鐵路路線、小巴及特羅伊茨克行政區內的巴士、無軌電車及有軌電車。
- 使用三套車卡乘搭來往市郊的俄羅斯鐵路路線需要先到市郊鐵路客戶服務中心或售票機為交通卡購買並登記鐵路乘車證，卡內屬於首都範圍內交通的儲值與俄羅斯鐵路乘車證的面值不互通。
- 限時任搭車票設有7分鐘內不能連續使用的限制。

## 事故與襲擊

### 1977年爆炸案
1977年1月8日，莫斯科市總共發生了3次炸彈襲擊。其中一宗亦是第一宗襲擊發生於17時33分3號線的五一站至伊兹迈洛沃站隧道之間，一列載滿乘客的列車中。KGB代替莫斯科警察調查事件並處決了3名亚美尼亚嫌疑犯。

### 1983年火警
1983年6月12日，環線的十月站懷疑因為扶手電梯故障觸發火警，目擊者指消防員抬走了7具死者屍體。另有一宗火警發生於6號線的和平大道站，這次事故導致列車服務受阻數小時。

### 1982年升降機事故
1982年2月17日，於8號線的航空發動機站發生致命升降機意外，由於機件故障加上是晚上繁忙時間導致升降機失控下墜，事故造成8人死亡和30多人重傷。

### 2004年爆炸案
2004年2月6日上午8时30分左右，上班高峰期，扎莫斯克沃列茨卡娅地铁线上，一列从巴维列茨卡娅站驶向汽车厂站的地铁列车在驶出车站300米后，第二节车厢发生爆炸，列车在惯性作用下继续前进500米才停车。爆炸引发大火。爆炸造成41人死亡，100多人受伤。这是一起恐怖袭击。一个车臣武装组织声称对此次袭击负责。
2004年8月31日晚8时15分左右，在莫斯科和平大街沿线里加地铁站外发生自杀式爆炸。爆炸造成10人死亡，50多人受伤。

### 2010年爆炸案
2010年3月29日，1號線的盧比揚卡和文化公園站發生恐怖襲擊，導致40死及百餘人受傷。俄政府決定向死傷者發放撫恤金或賠償，金額為20萬盧布至100萬盧布。發動襲擊者懷疑為兩名來自北高加索的年輕寡婦，她們的丈夫都是在對俄戰爭中陣亡的游擊隊員，車臣反政府軍高加索前線領袖杜克·烏馬羅夫事發後兩天承認策動襲擊。文化公園站是1號線（文化公園站 (索科利尼基線)）與5號線（文化公园站 (莫斯科地铁环状线)）的轉運站，但在此爆炸案後，有一段時間不停靠5號線列車，僅能從1號線抵達此站。不久恢復正常通車、轉運功能。

### 2014年脱軌事故
2014年7月15日，3號線一列從勝利公園站駛往斯拉夫林蔭路站的列車中途後面車卡壓往前面車卡，車頭被逼出軌道撞上隧道壁，部分車卡亦被擠壓拱起至隧道頂。意外中最少20人死亡及過百名車內乘客受傷。起初懷疑肇事起因是意外時電力系統不穩令列車緊急煞制，但各個車卡的煞車裝置制動不一釀成意外，後來調查指事發現場的轉轍器兩個月前被技工不正當地以通用的3毫米鋼線而非專用工具維修，鋼線經摩擦後過熱令道岔不正常轉向可能是導致意外的其中一個關鍵，該轉轍器控制的道岔原是鏈接3號線往斯拉夫林蔭路站方向的路軌和建築中的8號線（西段）往松采沃區延線的路軌。調查人員相信事件不是恐怖襲擊，而是集合了多個技術失誤導致的災難。

## 外部連結
- （俄文）（英文）莫斯科地鐵官方網頁 （页面存档备份，存于）